# شوشي (ملك بابلي)

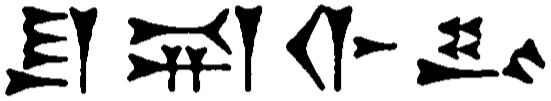
اسمه باللغة الأكدية

شوشي كان خامس ملوك سلالة بلاد البحر والمعروفة أيضاً بسلالة بابل الثانية (حوالي ١٦٢٥-١٦٠٢ قبل الميلاد)، التي حكمت جنوب بلاد ما بين النهرين لنحو ٣٥٠ عامًا، من حوالي ١٧٨٣ إلى ١٤١٥ قبل الميلاد. لا يُعرف اسم شوشي إلا من قوائم الملوك اللاحقة، والتي تشير إلى أنه حكم لمدة ٢٤ عامًا. اسم شوشي مُثير للجدل، ولكنه قد يكون أكاديًا. خلف الملك إشكيبال. لا يُعرف عنه الكثير. حكم لمدة 24 عامًا. يُرجَّح أنه عارض المملكة البابلية معظم فترة حكمه.، خلفه غلكيشار.